# Fährstraße 7 (Stralsund)

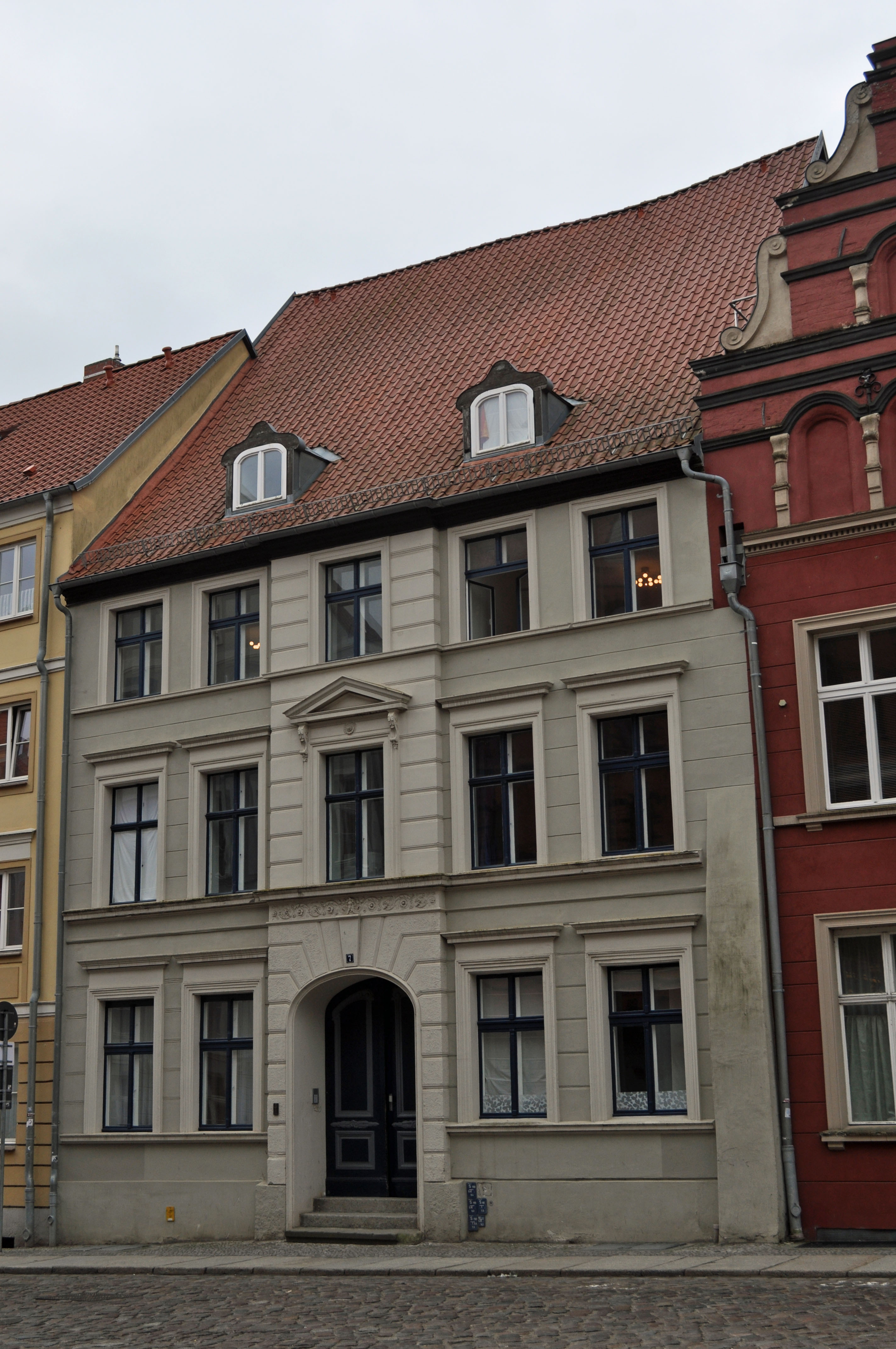
Das Haus Fährstraße 7 in Stralsund (2012)

Das Gebäude mit der postalischen Adresse Fährstraße 7 ist ein denkmalgeschütztes Bauwerk in der Fährstraße in Stralsund.
Das dreigeschossige und fünfachsige, verputzte Traufenhaus wurde in der zweiten Hälfte des 18. Jahrhunderts errichtet.
In der zweiten Hälfte des 19. Jahrhunderts wurde die Fassade des Hauses überformt.
Die Mittelachse mit dem korbbogigen Portal wird durch einen rustifizierten Risalit betont; das Fenster im ersten Obergeschoss ist verdacht.
Das Haus liegt im Kerngebiet des von der UNESCO als Weltkulturerbe anerkannten Stadtgebietes des Kulturgutes „Historische Altstädte Stralsund und Wismar“. In die Liste der Baudenkmale in Stralsund ist es mit der Nummer 163 eingetragen.